# Jacques de Châtillon
Jacques de Châtillon († 11. Juli 1302 in der Sporenschlacht) war ein französischer Adliger, Herr von Leuze, Condé, Carency, Buquoy und Aubigny sowie Gouverneur von Flandern. 

## Leben
De Châtillon war der Sohn von Guy II. de Châtillon, Graf von Saint-Pol aus dem Haus Châtillon, und der Mathilde von Brabant.
König Philipp IV. von Frankreich machte ihn, einen Onkel seiner Ehefrau Johanna I. von Navarra, im Jahr 1300 im Rahmen seiner Versuche, Flandern zu annektieren, zum Gouverneur des Landes, nachdem Guido von Dampierre, Graf von Flandern, und seine beiden Söhne von den Franzosen gefangen gesetzt worden waren.
Jacques Rücksichtslosigkeit, das Verhalten seiner Beamten und der provozierende Besuch Philipps in Brügge im Mai 1301 brachten die Bevölkerung der Stadt gegen die Franzosen auf. In den Frühstunden des 18. Mai 1302 drangen rebellierende Einwohner in die Häuser ein, in denen die französischen Soldaten einquartiert waren und töteten alle, derer sie habhaft werden konnten. Lediglich Jacques de Châtillon und einigen anderen gelang die Flucht. Diese Brügger Frühmette führte unmittelbar zur Sporenschlacht am 11. Juli 1302, in der Jacques de Châtillon ums Leben kam.

## Ehe und Nachkommen
Jacques de Châtillon war mit Catherine de Carency verheiratet, Dame de Buquoy, Duisant et d’Aubigny, Witwe von Renaud de Culant. Ihre Kinder waren:
- Hugues († 1329), Seigneur de Leuze, Condé, Carency, Buquoy, Duisant et d’Aubigny, ⚭ Jeanne d’Argies;
- Guy, Seigneur de Blais et de la Bastie, ⚭ Jolande de Chimay;
- Béatrix, ⚭ 1315 Johann von Flandern, zu Nevele und Dendermonde (⚔ 1325);
- Isabeau († nach 1348), ⚭ 1311 Guillaume de Coucy († 1335);
- Tochter, Äbtissin von Bruyère.